# Nicola Meier
Nicola Meier (* 1979) ist eine deutsche Journalistin. Ihre Schwerpunkte sind Reportagen und Porträts aus den Bereichen Wirtschaft und Gesellschaft.

## Werdegang
Nicola Meier wuchs in Bramsche auf und studierte Publizistikwissenschaft, Politikwissenschaft und Germanistik an der Universität Marburg und der Universität Mainz sowie absolvierte im Anschluss die Reportageschule Reutlingen. Während ihres Studiums sowie der Ausbildung an der Journalistenschule absolvierte sie Praktika u. a. bei ARD und ZDF, stern, Focus und Brigitte. 2009 absolvierte sie gefördert durch die Michael-Jürgen-Leisler-Kiep-Stiftung ein USA-Stipendium. Seit 2009 arbeitet sie in Hamburg als freie Journalistin überwiegend im Ressort „Dossier“ der Zeit wie auch für weitere Auftraggeber. Sie lebt in Hamburg.

## Auszeichnungen
- Für „Über Bord“:
  - Deutscher Reporter:innenpreis (2021) in der Kategorie „Beste Reportage“
- Für „Ja! Jaa! Jaaa!“:[3]
  - Deutscher Reporterpreis (2019) in der Kategorie „Sport“[4]
- Für ihre Reportage „Wer rettet Klara?“ über Medikamentenzulassungen:[5]
  - Nannen Preis (2017) in der Kategorie „Beste Dokumentation“[6]
  - Deutscher Reporterpreis (2016) in der Kategorie „Wissenschaftsreportage“[7]
  - Friedrich und Isabel Vogel-Preise für Wirtschaftsjournalismus 2017[8]
  - Journalist des Jahres (2016, Platz 4 in der Kategorie „Wissenschaft“)[9]
- Für den Beitrag „Nicht dar zwischen qwatschen“[10]
  - Medienpreis Bildungsjournalismus 2016 der Deutschen Telekom Stiftung (1. Platz in der Kategorie „Text“)[2]
- Für den Beitrag „Billy zieht zu mir“[11]
  - Recherche-Stipendium des Netzwerk Recherche 2014[12]
- Für den Beitrag „USA ‒ Soldaten ohne Vaterland“[13]
  - Recherchestipendium investigate! (2014) (gemeinsam mit Amrai Coen)[14]
- Für den Beitrag „Wie Verwandtschaft“[15]
  - Andere-Zeiten-Journalistenpreis (2012 2. Preis)[16]